# Electro-magnetische-Polka
Die Electro-magnetische Polka ist eine Polka von Johann Strauss (Sohn) (op. 110). Das Werk wurde am 11. Februar 1852 im Sofienbad-Saal in Wien erstmals aufgeführt.